# Lamprolectica apicistrigata
Lamprolectica apicistrigata är en fjärilsart som först beskrevs av Walsingham 1891.  Lamprolectica apicistrigata ingår i släktet Lamprolectica och familjen styltmalar.
Artens utbredningsområde är Nigeria. Inga underarter finns listade i Catalogue of Life.